# Vĩnh Thành, Vĩnh Long
Vĩnh Thành là một xã thuộc tỉnh Vĩnh Long, Việt Nam.

## Địa lý
Xã Vĩnh Thành có vị trí địa lý:
- Phía đông giáp xã Phước Mỹ Trung và Hưng Khánh Trung.
- Phía tây giáp xã Chợ Lách; giáp xã Cái Nhum với ranh giới là sông Cổ Chiên.
- Phía nam giáp xã Quới Thiện, ranh giới là sông Cổ Chiên.
- Phía bắc giáp xã Tân Phú và Tiên Thủy, ranh giới là sông Hàm Luông.

Xã Vĩnh Thành có diện tích 52,01 km², dân số năm 2025 là 42.885 người, mật độ dân số đạt 824 người/km².

## Lịch sử
Trước ngày 16 tháng 6 năm 2025, Vĩnh Thành là xã của huyện Chợ Lách, tỉnh Bến Tre.
Ngày 16 tháng 6 năm 2025, Ủy ban Thường vụ Quốc hội ban hành Nghị quyết số 1687/NQ-UBTVQH15 về việc sắp xếp các đơn vị hành chính cấp xã của tỉnh Vĩnh Long năm 2025. Theo đó, sắp xếp toàn bộ diện tích tự nhiên, quy mô dân số của các xã Tân Thiềng, Vĩnh Thành và Phú Sơn thuộc huyện Chợ Lách thành xã mới có tên gọi là xã Vĩnh Thành.
Sau khi sáp nhập, xã Vĩnh Thành có 52,01 km² diện tích tự nhiên và dân số 42.885 người.

## Kinh tế
Ở Vĩnh Thành có địa danh Cái Mơn, được Sách Kỷ lục Việt Nam công nhận là nơi sản xuất giống cây ăn trái lớn nhất cả nước. Tại ấp Bình Tây, xã Vĩnh Thành có giống sầu riêng cơm vàng sữa hạt lép mang thương hiệu "Chín Hóa" nổi tiếng khắp cả nước.

## Hành chính
Xã Vĩnh Thành được chia làm 27 ấp: Vĩnh Bắc, Vĩnh Nam, Vĩnh Chính, Vĩnh Hiệp, Vĩnh Phú, Vĩnh Hưng I, Vĩnh Hưng II, Đông Nam, Bình Tây, Tây Lộc, Hòa Khánh, Quân Phong, Quân Bình, Thanh Tân, Thanh Tịnh, Thanh Yên, Tân Thạnh, Thiện Mỹ, Thiện Lương, Phú Thới, Long Khánh, Long Vân, Lân Bắc, Lân Đông, Lân Nam, Lân Tây, Mỹ Sơn Tây, Phú Hiệp.

## Người nổi tiếng

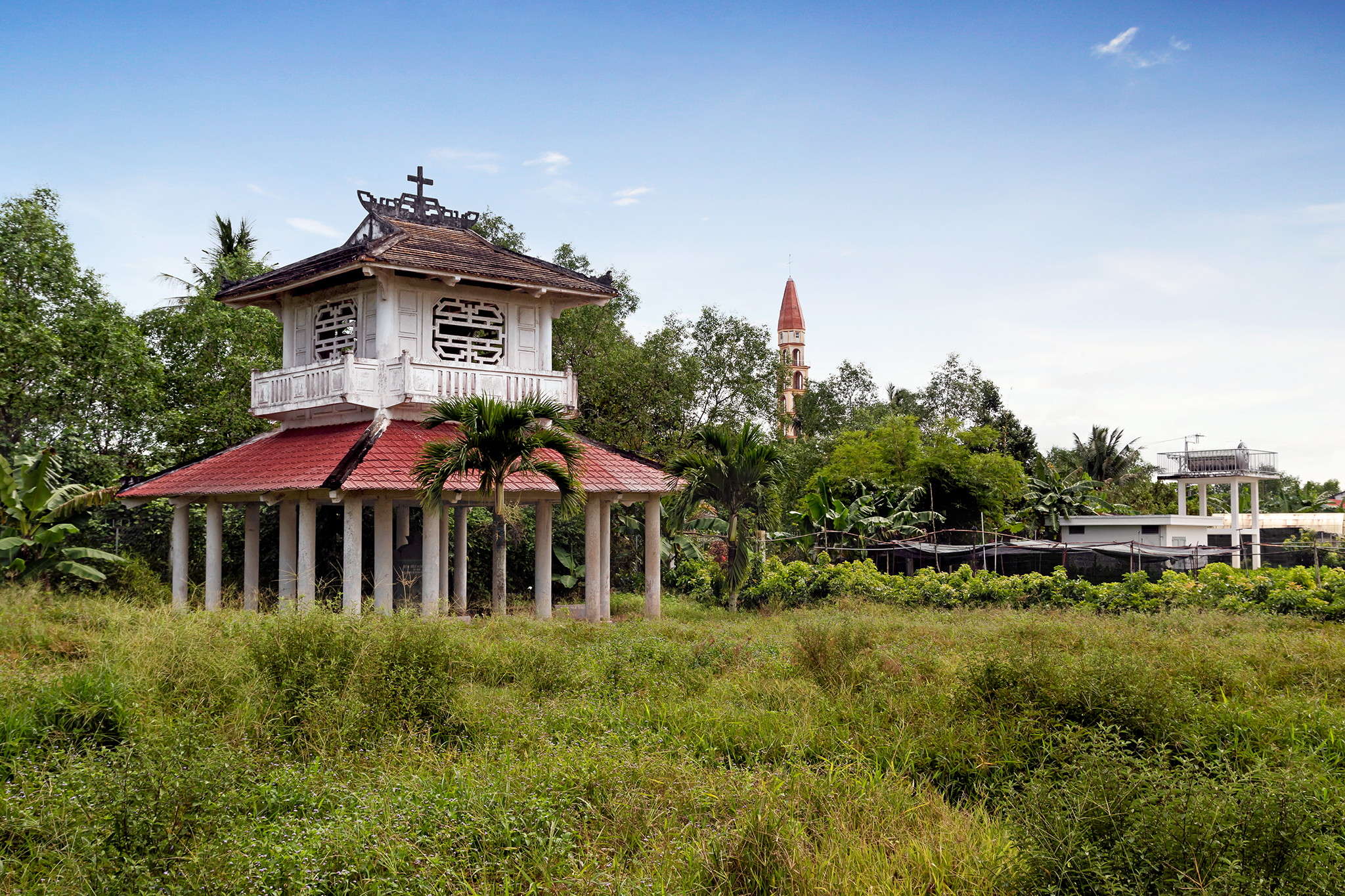
Nhà bia kỷ niệm nơi sinh Trương Vĩnh Ký tại họ đạo Cái Mơn ở Vĩnh Thành

- Trương Vĩnh Ký (1837 – 1898)